# Бехмен, Алия
Алия Бехмен (босн. Alija Behmen; 25 декабря 1940, Сплит, Королевство Югославия — 31 июля 2018, Сараево) — мэр Сараево (2009—2013). С 2001 по 2003 годы занимал пост премьер-министра Федерации Боснии и Герцеговины.

## Биография
Родился 25 декабря 1940 года в Сплите, Королевство Югославия.
Окончил Университет Сараево, где получил степень бакалавра, магистра и доктора. Профессор факультета транспорта и коммуникаций.
В 2006 году был избран в Палату представителей Федерации Боснии и Герцеговины.

## Смерть
Умер 31 июля 2018 года в Сараево в возрасте 77 лет. Бехмен был похоронен в Сараево на кладбище баре 3 августа, через два дня после своей смерти.